# Acantholimon diapensioides
Espèce
Acantholimon diapensioides est une espèce de plante de la famille des Plumbaginaceae, que l'on peut trouver notamment dans le Pamir.